# Stefan Muckel
Stefan Muckel (* 1961 in Eschweiler) ist ein deutscher Rechtswissenschaftler und Hochschullehrer.

## Leben
Muckel studierte Rechtswissenschaften an der Universität zu Köln, wo er 1989, bereits zwei Jahre vor seinem zweiten Staatsexamen, promoviert wurde. Ab 1991 war er wissenschaftlicher Assistent von Wolfgang Rüfner. 1996 habilitierte sich Muckel für die Fächer Staats- und Verwaltungsrecht und Kirchenrecht. Nach einer Lehrstuhlvertretung im Wintersemester 1996/97 und im Sommersemester 1997 an der Christian-Albrechts-Universität in Kiel übernahm er die Professur für Öffentliches Recht, insbesondere Verwaltungsrecht und Verwaltungslehre, an der Ruhr-Universität Bochum. Bereits im darauffolgenden Jahr kehrte er an seine Alma Mater zurück und ist dort seit 1998 Professor für Öffentliches Recht und Kirchenrecht, nach Änderung der Denomination des Lehrstuhls 2019 für Öffentliches Recht und Religionsrecht. Daneben ist er Direktor des Instituts für Kirchenrecht und rheinische Kirchenrechtsgeschichte, das 2019 in Institut für Religionsrecht umbenannt wurde.
Muckel befasst sich besonders mit römisch-katholischem Kirchenrecht und Staatskirchenrecht. Er gibt zusammen mit Manfred Baldus die Entscheidungen in Kirchensachen seit 1946 heraus.
Am 27. Juni 2019 erhielt Muckel die Ehrendoktorwürde der EBS Universität für Wirtschaft und Recht für seine Verdienste um Forschung und Lehre.

## Positionen
Im September 2019 gehörte er zu den etwa 100 Staatsrechtslehrern, die sich mit dem offenen Aufruf zum Wahlrecht Verkleinert den Bundestag! an den Deutschen Bundestag wandten.
Der Entscheidung des Bundesverfassungsgerichts, Referendarinnen in der Justiz das Tragen eines Kopftuchs zu verbieten, steht Muckel äußerst kritisch gegenüber. Das Verbot widerspreche der religiös-weltanschaulichen Neutralität des säkularen Rechtsstaates. Die Unabhängigkeit der Justiz sei durch das von einer Referendarin getragene Kopftuch nicht angetastet. Muckel sieht die Gefahr, dass als Folge des Urteils muslimische Angehörige von der Arbeit in der Justiz ausgeschlossen werden.

## Veröffentlichungen (Auswahl)
- Kriterien des verfassungsrechtlichen Vertrauensschutzes bei Gesetzesänderungen, Schriften zum öffentlichen Recht. Duncker & Humblot, Berlin 1989 (Dissertation).
- Religiöse Freiheit und staatliche Letztentscheidung. Die verfassungsrechtlichen Garantien religiöser Freiheit unter veränderten gesellschaftlichen Verhältnissen, Staatskirchenrechtliche Abhandlungen. Duncker & Humblot, Berlin 1997 (Habilitationsschrift).
- mit Markus Ogorek: Öffentliches Baurecht. C.H. Beck, München 2014, ISBN 978-3-406-65253-0.
- mit Heinrich de Wall: Kirchenrecht. Ein Studienbuch. 5. Auflage. C.H. Beck, München 2017, ISBN 978-3-406-69558-2.
- mit Markus Ogorek und Stephan Rixen: Sozialrecht. In: Grundrisse des Rechts. 5., neu bearbeitete  Auflage. Beck, München 2019, ISBN 978-3-406-69027-3.
- Fälle zum Besonderen Verwaltungsrecht:  Polizei- und Ordnungsrecht, Kommunalrecht, mit Bezügen zum Verwaltungsprozessrecht. 8. Auflage, Vahlen, 2022, ISBN 978-3-8006-6543-3
- mit Manfred Baldus (Hrsg.): Entscheidungen in Kirchensachen seit 1946. seit Band 34, 1999. de Gruyter, Berlin.